# Finlande aux Jeux olympiques d'été de 1936
La Finlande participe aux Jeux olympiques d'été de 1936 à Berlin en Allemagne. 108 athlètes finlandais, 103 hommes et 5 femmes, ont participé à 70 compétitions dans 14 sports. Ils y ont obtenu 19 médailles : sept d'or, six d'argent et six de bronze.

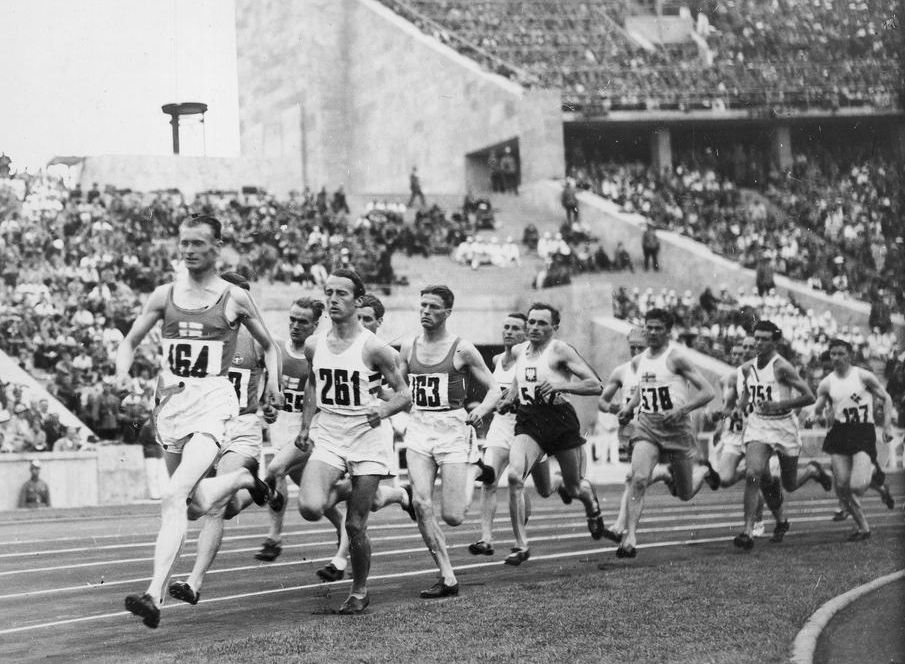
Gunnar Hockert en tête du 5000 m qu'il va bientôt remporter.

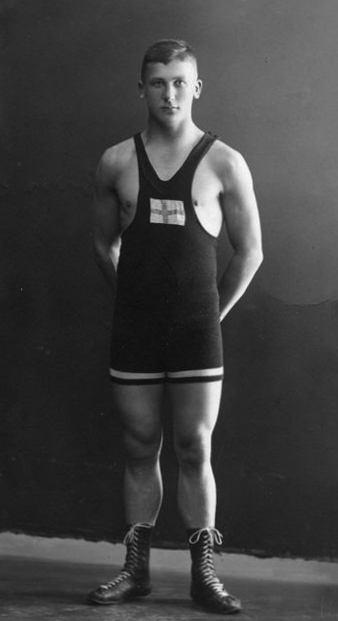
Le lutteur Kustaa Pihlajamäki champion olympique en lutte libre (56-61 kg).

## Médailles
| Médaille | Discipline  | Épreuve                                           | Athlète | Performance | Date |
| -------- | ----------- | ------------------------------------------------- | --- | ----------- | ---- |
| Or       | Athlétisme  | 5 000 m hommes                                    | Gunnar Höckert |             |      |
| Or       | Athlétisme  | 10 000 m hommes                                   | Ilmari Salminen |             |      |
| Or       | Athlétisme  | 3 000 m steeple hommes                            | Volmari Iso-Hollo |             |      |
| Or       | Lutte       | Lutte gréco-romaine - Poids légers, 61 - 66 kg    | Lauri Koskela |             |      |
| Or       | Lutte       | Lutte libre - Poids plume, 56 - 61 kg             | Kustaa Pihlajamäki |             |      |
| Or       | Gymnastique | Barre fixe hommes                                 | Aleksanteri Saarvala |             |      |
| Or       | Boxe        | Poids welters (-66.7 kg)                          | Sten Suvio |             |      |
| Argent   | Lutte       | Lutte gréco-romaine - Poids plume, 56 - 61 kg     | Aarne Reini |             |      |
| Argent   | Athlétisme  | 5 000 m hommes                                    | Lauri Lehtinen |             |      |
| Argent   | Athlétisme  | 10 000 m hommes                                   | Arvo Askola |             |      |
| Argent   | Athlétisme  | 3 000 m steeple hommes                            | Kaarlo Tuominen |             |      |
| Argent   | Athlétisme  | Lancer du poids hommes                            | Sulo Bärlund |             |      |
| Argent   | Athlétisme  | Lancer du javelot hommes                          | Yrjö Nikkanen |             |      |
| Bronze   | Athlétisme  | 10 000 m hommes                                   | Volmari Iso-Hollo |             |      |
| Bronze   | Athlétisme  | Lancer du javelot hommes                          | Kalervo Toivonen |             |      |
| Bronze   | Lutte       | Lutte gréco-romaine - Poids mi-moyens, 66 - 72 kg | Eino Virtanen |             |      |
| Bronze   | Lutte       | Lutte libre - Poids légers, 61 - 66 kg            | Hermanni Pihlajamäki |             |      |
| Bronze   | Lutte       | Lutte libre - Poids lourds, +87 kg                | Hjalmar Nyström |             |      |
| Bronze   | Gymnastique | Concours général par équipes hommes               | Martti Uosikkinen Heikki Savolainen Mauri Nyberg-Noroma Aleksanteri Saarvala Esa Seeste Veikko Pakarinen Einari Teräsvirta Eino Tukiainen |             |      |